# 1010 (عدد)
ألف وعشرة 1010 هو عدد صحيح، يلي العدد 1009 وويسبق العدد 1011.

## في الرياضيات

### خصائص
- عدد طبيعي.[3]
- عدد زوجي.[4][5]
- عدد موجب،[6] السالب منه هو -1010.[7]

## في التاريخ
- 1010 هـ هي سنة في التقويم الهجري.
- هي سنة 1010 م في التقويم الميلادي.

## وصلات خارجية
الأعداد الصاتمة، ديوان اللغة العربية.